# Alianza Petrolera
Corporación Deportiva Alianza Petrolera jest kolumbijskim klubem z siedzibą w mieście Barrancabermeja.

## Osiągnięcia
- Mistrz drugiej ligi kolumbijskiej Primera B Colombiana: 2012
- Wicemistrz drugiej ligi kolumbijskiej Primera B Colombiana: 2002